# 黑尔舍姆
海爾舍姆（Hailsham）是英國英格蘭東薩塞克斯郡的一個城鎮和民政教區，也是威爾登區的五個城鎮中最大的一座。據2011年英國人口普查，海爾舍姆有人口20,476人。

## 友好城市
- 法國 布赖地区古尔奈

## 外部連結
- 中的“黑尔舍姆”

- Hailsham Town Council （页面存档备份，存于）
- Hailsham Forward (Town Team) （页面存档备份，存于）